# Promozione Trentino-Alto Adige 1954-1955
La Promozione fu il massimo campionato regionale di calcio disputato in Trentino-Alto Adige nella stagione 1954-1955.
A ciascun girone, che garantiva al suo vincitore la promozione in IV Serie a condizione di soddisfare le condizioni economiche richieste dai regolamenti, partecipavano sedici squadre, ed era prevista la retrocessione delle quattro peggio piazzate, anche se erano possibili aggiustamenti automatici per ripartire fra le appropriate sedi locali le squadre discendenti dalla IV Serie. Nel caso particolare, tuttavia, non essendo stata in grado la Lega Regionale Tridentina di raccogliere sufficienti iscrizioni, per garantire comunque la regolarità di questo torneo a dieci squadre, si programmò la retrocessione dell'ultima classificata.

## Squadre partecipanti
| Squadra                      | Città (provincia)   | Stagione precedente |
| ---------------------------- | ------------------- | ------------------- |
| U.S. Alense                  | Ala (TN)            |                     |
| S.S. Benacense               | Riva del Garda (TN) |                     |
| Bolzano Calcio (B = riserve) | Bolzano             |                     |
| F.C. Bolzanese               | Bolzano             |                     |
| F.C. Brunico                 | Brunico (BZ)        |                     |
| F.C. Jörs & Klug             | Bressanone (BZ)     |                     |
| A.S. Laives                  | Laives (BZ)         |                     |
| S.S. Olivo                   | Arco (TN)           |                     |
| U.S. Rovereto                | Rovereto (TN)       |                     |
| A.C. Trento (B = riserve)    | Trento              |                     |
| S.S. Vinante E. & C.         | Bolzano             |                     |
| S.S. Virtus                  | Bolzano             |                     |

## Classifica finale
|  | Pos. | Squadra          | Pt | G  | V  | N | P  | GF | GS | DR  |
|  | ---- | ---------------- | -- | -- | -- | - | -- | -- | -- | --- |
|  | 1.   | Rovereto         | 28 | 18 | 13 | 2 | 3  | 43 | 20 | +23 |
|  | 2.   | Olivo            | 23 | 18 | 11 | 1 | 6  | 31 | 21 | +10 |
|  | 3.   | Jörs & Klug      | 22 | 18 | 8  | 6 | 4  | 29 | 23 | +6  |
|  | 4.   | Laives / Leifers | 21 | 18 | 8  | 5 | 5  | 37 | 31 | +6  |
|  | 5.   | Benacense 1905   | 18 | 18 | 7  | 4 | 7  | 27 | 20 | +7  |
|  | 5.   | Bolzanese        | 18 | 18 | 5  | 8 | 5  | 18 | 15 | +3  |
|  | 7.   | Virtus           | 14 | 18 | 5  | 4 | 9  | 29 | 36 | -7  |
|  | 7.   | Vinante E. & C.  | 14 | 18 | 4  | 6 | 8  | 24 | 35 | -11 |
|  | 7.   | Brunico          | 14 | 18 | 3  | 8 | 7  | 20 | 28 | -8  |
|  | 10.  | Alense           | 8  | 18 | 2  | 4 | 12 | 22 | 51 | -29 |
|  | F.c. | Trento B         | 0  |    |    |   |    |    |    |     |
|  | F.c. | Bolzano B        | 0  |    |    |   |    |    |    |     |

Legenda:
      Promosso in IV Serie 1955-1956.
      Retrocesso in Prima Divisione.
Regolamento:
Due punti a vittoria, uno a pareggio, zero a sconfitta.
Note:
Le squadre "B" di Trento e Bolzano sono fuori classifica.